# David Kandel

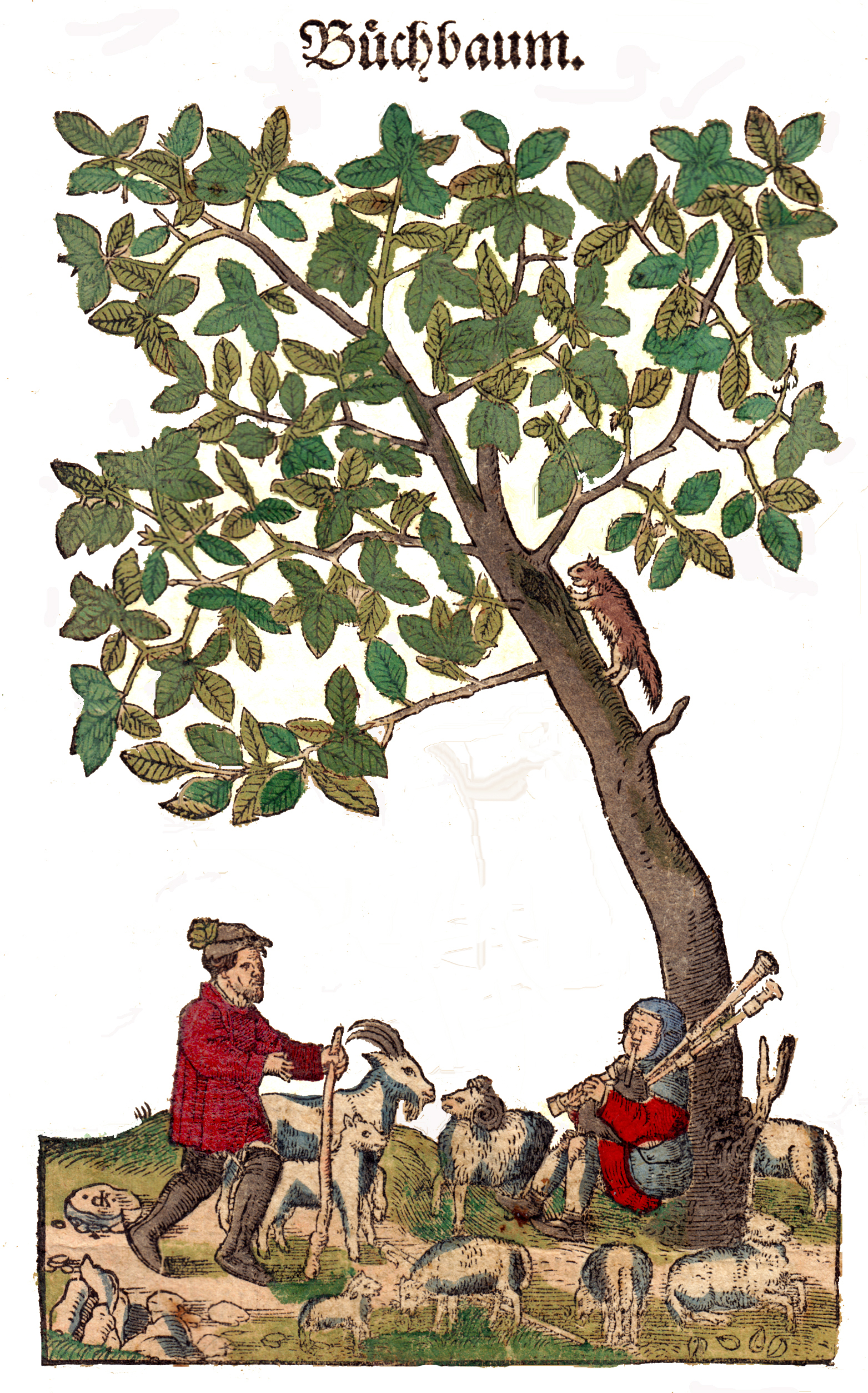
Beuk uit Kreüterbuch (1546); linksonder Kandels monogram

David Kandel (Straatsburg, ±1520 – 1592) was een Duits grafisch kunstenaar ten tijde van de renaissance. Als monogram gebruikte hij zijn initialen: DK.

## Leven
Erg weinig is bekend over het leven van Kandel. Zijn vader was een Straatsburger, Kandel trouwde in 1554, en in 1587 werd hij genoemd als eigenaar van een huis. Volgens Hieronymus Bock was hij nog vrij jong toen hij in 1543, uiterlijk 1544 naar Hornbach kwam om er de illustraties voor Bocks Kreüterbuch te maken, 465 in totaal voor de tweede druk die in 1546 verscheen. Bock prijst hem omstandig in hoofdstuk XI van de Vorrede van de derde druk, verschenen in 1551, waarin het aantal houtsneden is uitgebreid tot 550.
Bekendheid verwierf Kandel door houtsneden met Bijbelse voorstellingen, portretten en dierstudies (onder meer de neushoorn in de Cosmographia van Sebastian Münster). Zijn belangrijkste werken waren kaarten (onder meer voor de Cosmographia) en houtsneden voor botanische illustraties, onder meer voor Hieronymus Bocks Kreüterbuch (1546 en later), die hij deels naar voorbeeld van de echte planten maakte, deels naar voorbeeld van bestaande illustraties.

## Voorbeelden van zijn werk
- Portrait d'un jeune seigneur vu à mi-corps, vermoedelijk Mikołaj Krzysztof Radziwiłł, Pools-Litouws edelman; monogram DK rechtsonder[6]
- Tabula Cebetis (1547)
- Designatio civitatis Badensis Helveticae, una cum opidulo thermarum 1572, monogram DK linksonder

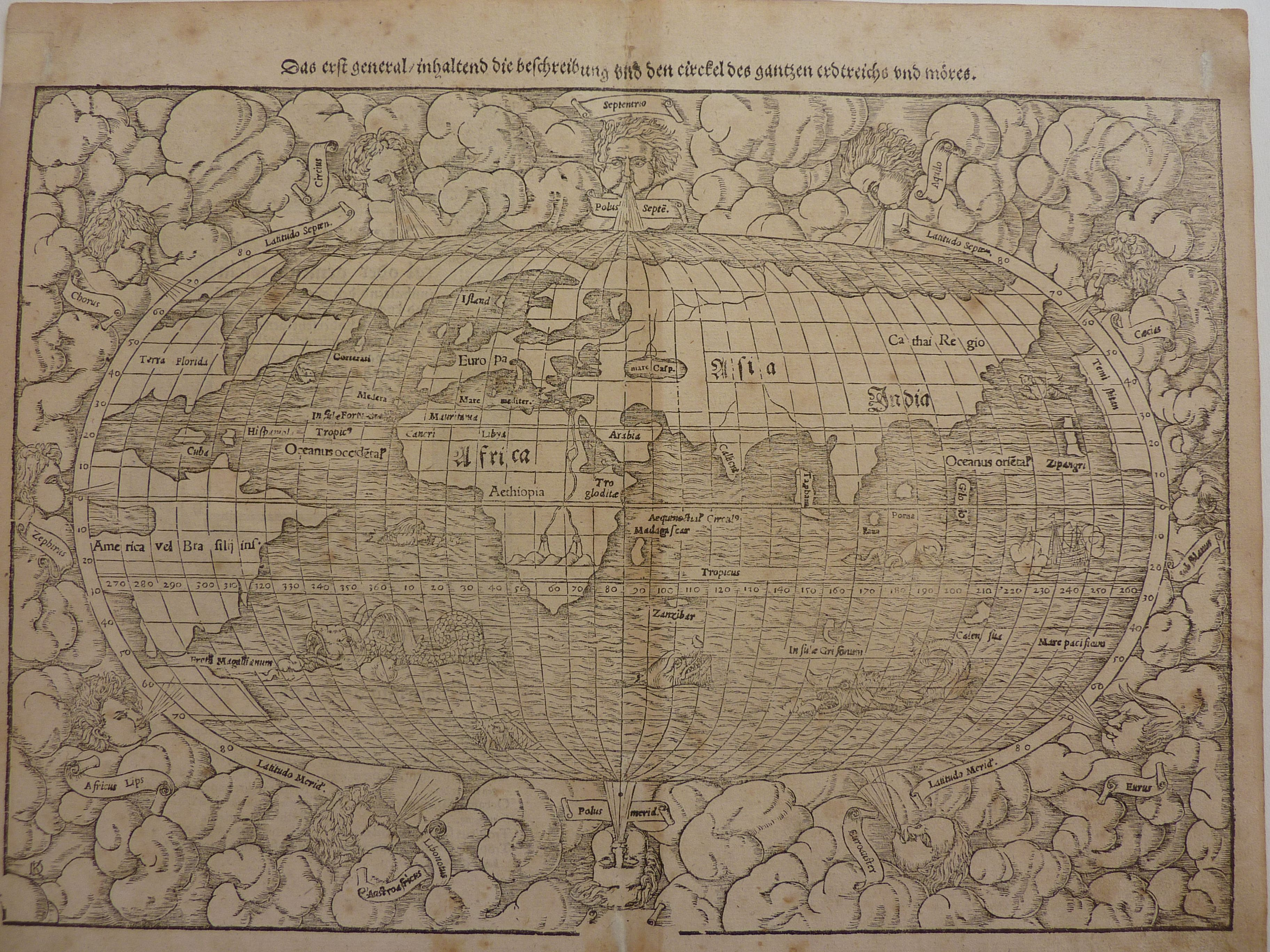
Wereldkaart uit de Cosmographia van Sebastian Münster, gedrukt tussen 1550 en 1578
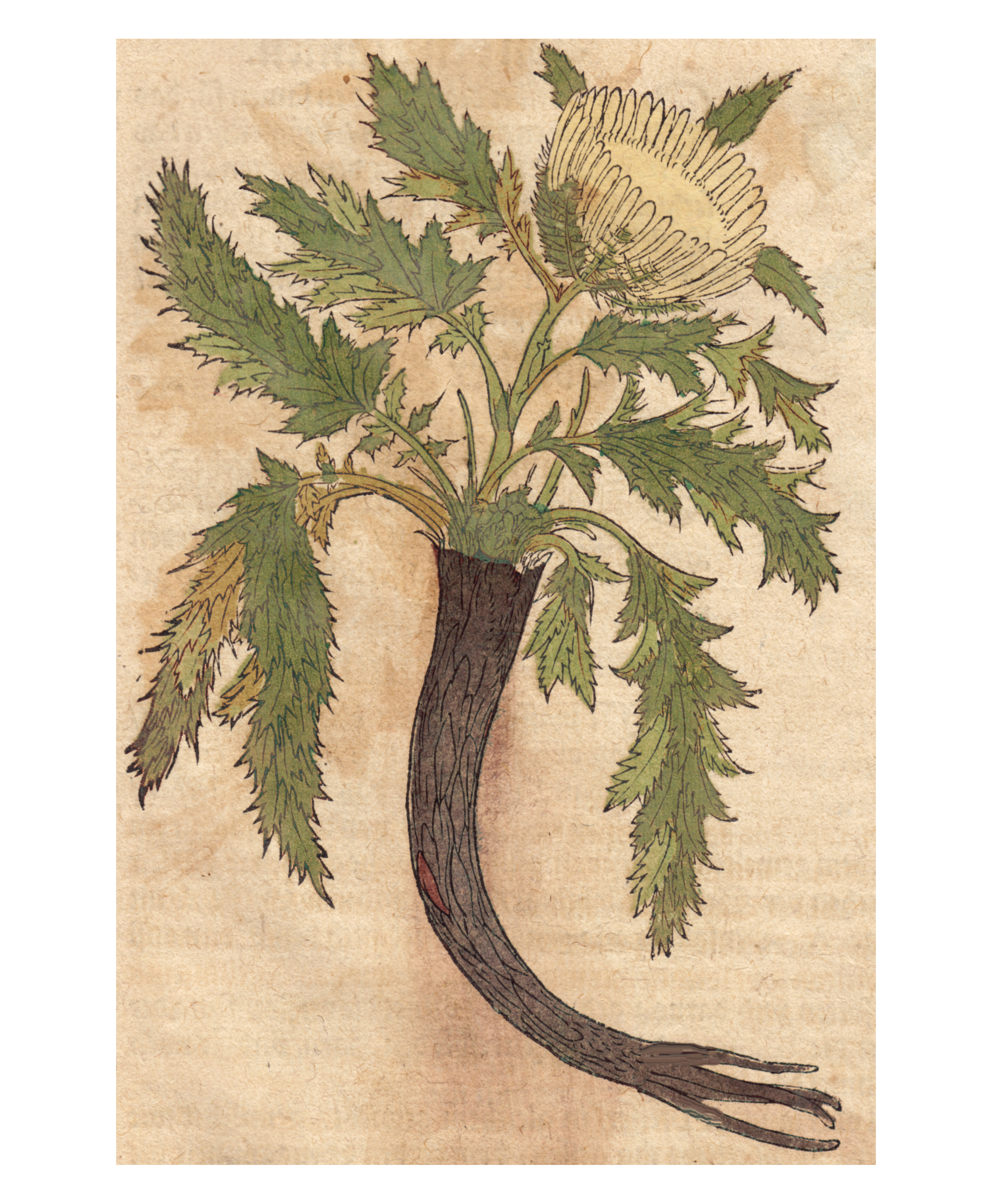
Driedistel (Carlina)
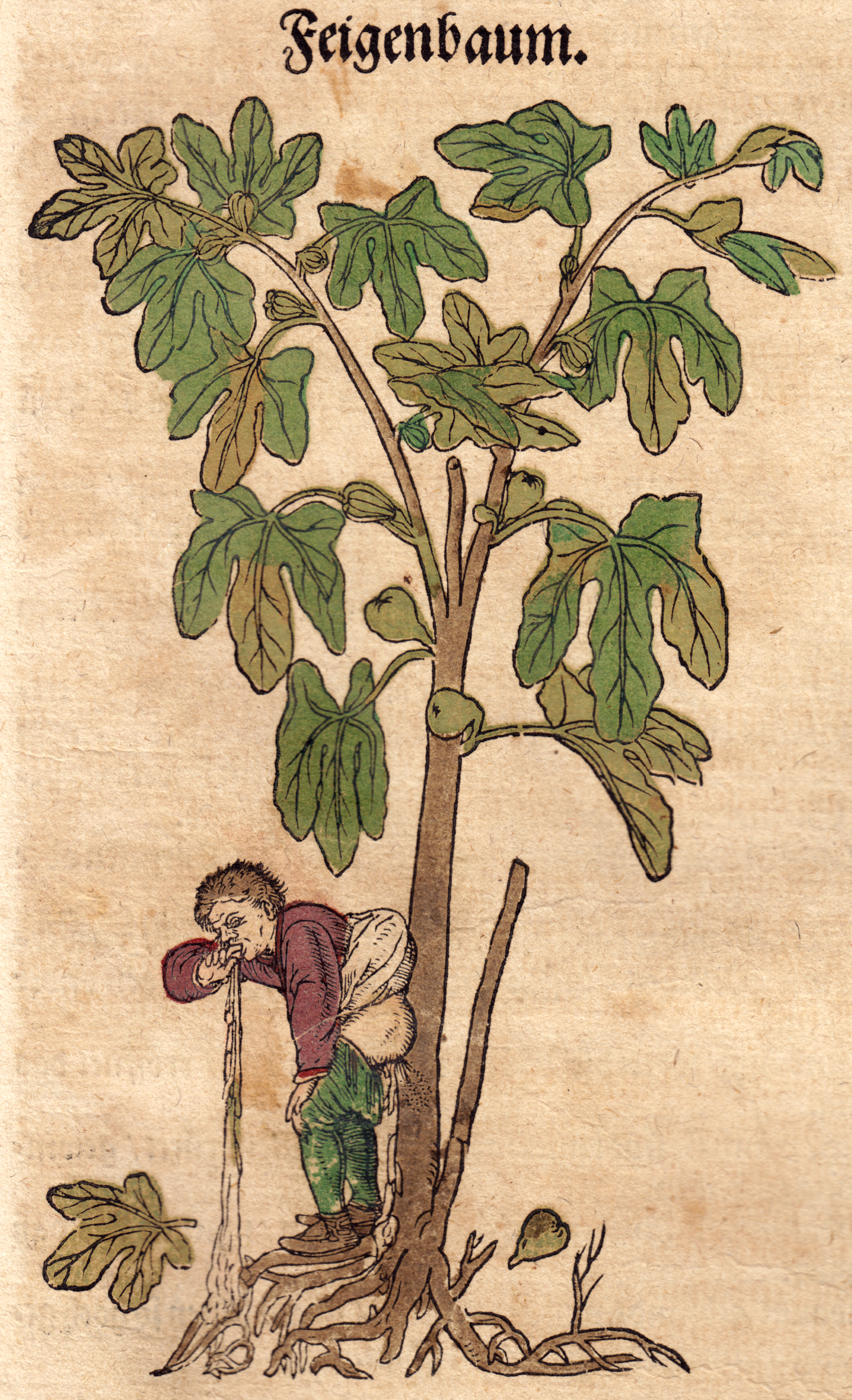
Vijgenboom (Ficus)
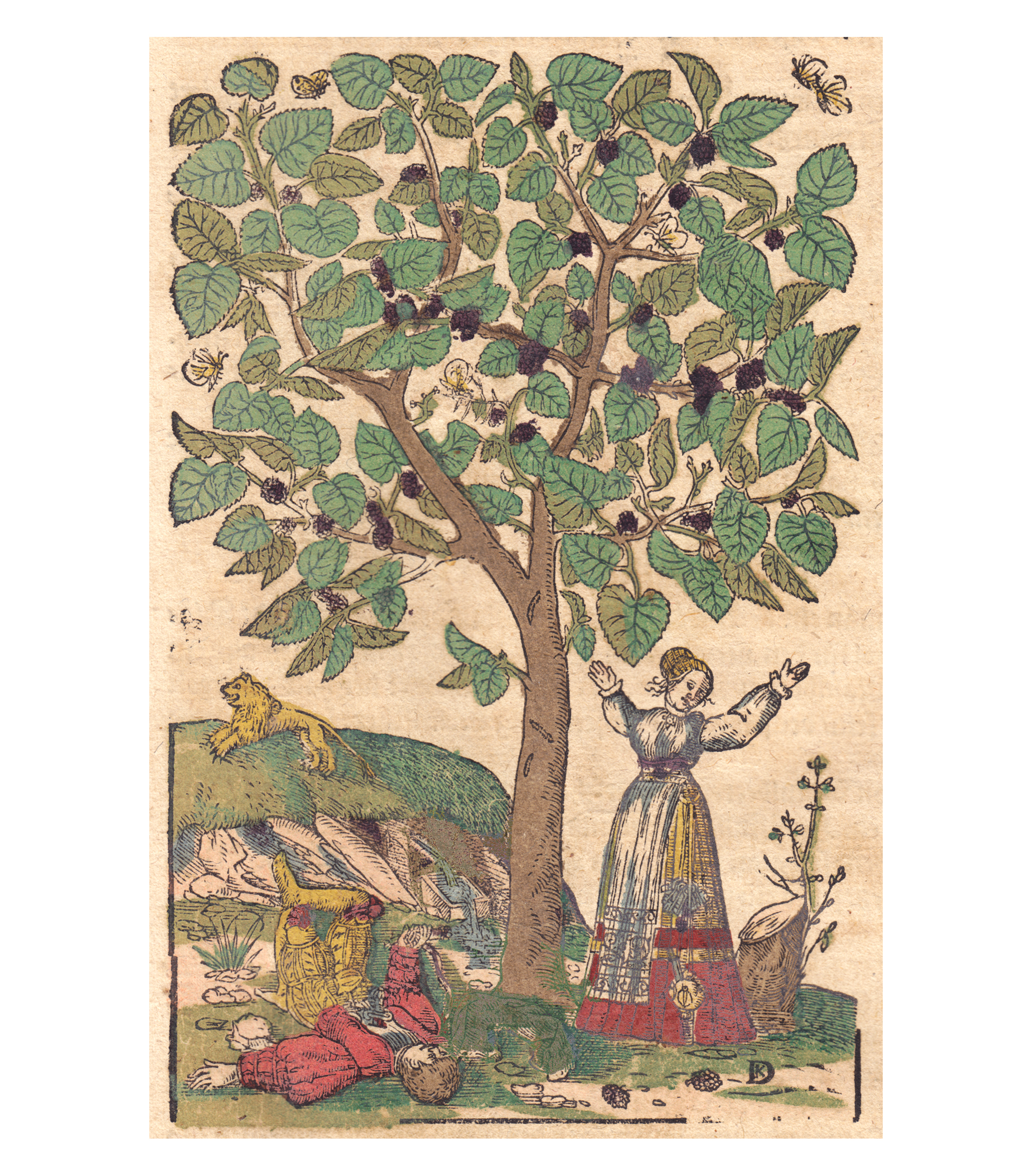
Moerbei (Morus), met daarin verwerkt het verhaal van Pyramus en Thisbe
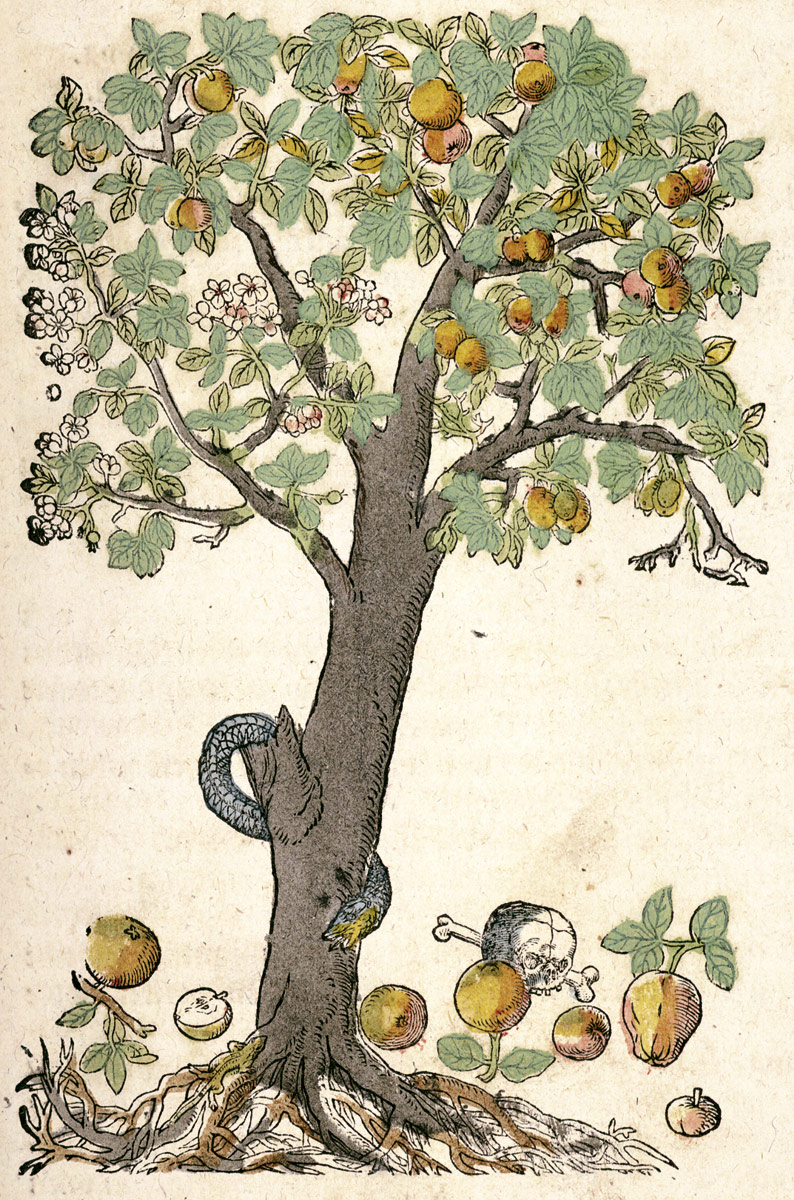
Appelboom (Malus), met daarin een slang

- Biblioteca Nacional de España: XX1307789
- Bibliothèque nationale de France: cb14970868j (data)
- Stuttgart Database of Scientific Illustrators 1450–1950: 495
- Gemeinsame Normdatei: 124173276
- International Standard Name Identifier: 0000 0001 1660 0543
- Library of Congress Control Number: no2019027317
- Nationale Bibliotheek van Tsjechië: ola2010580013
- RKD-Nederlands Instituut voor Kunstgeschiedenis: 43430
- Istituto Centrale per il Catalogo Unico: BVEV023670
- Virtual International Authority File: 64933097
- WorldCat: E39PBJd3H7t6DPpJfFpdR7qWjC